# ژاکلین گارسیا
ژاکلین گارسیا (انگلیسی: Jaquelín García؛ زادهٔ ۲۳ دسامبر ۱۹۹۷) بازیکن فوتبال اهل مکزیک است.
وی همچنین در تیم ملی فوتبال زنان مکزیک بازی کرده‌است.